# Cormac Murphy-O'Connor
Cormac Cardeal Murphy-O'Connor (Reading, Berkshire, 24 de agosto de 1932 - Londres, 1 de setembro de 2017) foi um cardeal inglês da Igreja Católica Romana, arcebispo de Westminster e presidente da Conferência Episcopal da Inglaterra e País de Gales. Foi criado cardeal pelo Papa João Paulo II em 2001. Ele apresentou sua renúncia como arcebispo ao atingir seu 75º aniversário em 2007 e o Papa Bento XVI aceitou-o em 3 de abril de 2009.

## Primeiros anos
Cormac Murphy-O'Connor nasceu em 24 de agosto de 1932 em Reading, Berkshire, o quinto filho de George Murphy-O'Connor e Ellen Cuddigan, que emigrou do Condado de Cork antes da Primeira Guerra Mundial e se casou em 1921. A família Murphy-O'Connor era de classe média, com os homens se tornando médicos ou padres, e um em cada geração assumindo os negócios da família como comerciantes de vinho 'para o clero e a pequena nobreza da Irlanda do Sul'.
Depois de frequentar o Presentation College em Reading e o Prior Park College em Bath, em 1950 Murphy-O'Connor seguiu seu irmão Brian para o Venerável English College em Roma e começou seus estudos para o sacerdócio, onde se formou em teologia. Posteriormente, obteve uma licenciatura em filosofia e uma licenciatura em Teologia Sagrada pela Pontifícia Universidade Gregoriana. Foi ordenado em 28 de outubro de 1956, pelo Cardeal Valerio Valeri. Na década seguinte, dedicou-se ao ministério pastoral em Portsmouth e Fareham.

## Carreira

### Pároco
Em 1966, Murphy-O'Connor tornou-se secretário particular do bispo Derek Worlock de Portsmouth. Em setembro de 1970, foi nomeado pároco da igreja da Imaculada Conceição em Portswood, Southampton. Logo depois, no final de 1971, foi nomeado reitor do Venerável English College, sua alma mater. Como reitor, ele hospedou o arcebispo da Cantuária, Donald Coggan, em sua visita histórica ao Papa Paulo VI em 1977.

### Bispo
Em 17 de novembro de 1977, Murphy-O'Connor foi nomeado Bispo de Arundel e Brighton pelo Papa Paulo VI. Ele recebeu sua consagração episcopal no dia 21 de dezembro seguinte do arcebispo Michael Bowen, com o arcebispo George Dwyer e o bispo Anthony Emery servindo como co-consagradores. Ele ocupou posições importantes entre os bispos da Europa e também foi consistentemente influente no trabalho ecumênico; de 1982 a 2000, foi co-presidente da Comissão Internacional Anglicana-Católica Romana (ARCIC). Em 2000, ele foi agraciado com o grau de Doutor em Divindade de Lambeth pelo arcebispo anglicano George Carey, em reconhecimento ao seu trabalho pela unidade cristã.

### Arcebispo e cardeal
Murphy-O'Connor foi nomeado o décimo Arcebispo de Westminster e, portanto, chefe da Igreja Católica na Inglaterra e no País de Gales, em 15 de fevereiro de 2000. Em novembro daquele ano, ele foi eleito presidente da Conferência Episcopal da Inglaterra e País de Gales.
No consistório de 21 de fevereiro de 2001, ele foi criado Cardeal-presbítero de Santa Maria sopra Minerva pelo Papa João Paulo II.
Foi nomeado para quatro congregações: a Congregação para o Culto Divino e a Disciplina dos Sacramentos, a Administração do Patrimônio da Sé Apostólica, o Pontifício Conselho para o Estudo dos Problemas Organizacionais e Econômicos da Santa Sé e o Pontifício Conselho para a Família. Ele também atuou nos Conselhos Pontifícios para a Cultura e [[para os Leigos, e foi secretário da comissão Vox Clara que supervisionou a tradução de textos litúrgicos do latim para o inglês.
Murphy-O'Connor pertencia a um grupo de cerca de uma dúzia de cardeais e bispos europeus com ideias semelhantes que se reuniram anualmente de 1995 a 2006 em St. Gallen, para discutir reformas em relação à nomeação de bispos, colegialidade, conferências episcopais, o primazia do papado e moralidade sexual; eles diferiam entre si, mas compartilharam a visão de que o cardeal Joseph Ratzinger não era o tipo de candidato que esperavam ver eleito no próximo conclave.
Em agosto de 2001, Murphy-O'Connor foi criado um Freeman da Cidade de Londres.
Em janeiro de 2002, ele pregou durante o serviço anglicano da manhã em Sandringham, a primeira vez que um prelado católico romano fez um sermão para um monarca inglês desde 1680. Em 2002, na abadia de Westminster, ele foi o primeiro cardeal a ler orações em um Serviço Real de Funeral Inglês (para a Rainha Mãe) desde 1509. Em 2002, ele teve seu retrato pintado para a Catedral de Westminster pelo artista Christian Furr. Antes do conclave de 2005, onde Murphy-O'Conner serviu como eleitor, o cardeal Achille Silvestrini disse aos repórteres para ficarem atentos a Murphy-O'Connor para emergir como um possível novo papa.
Ele não foi elegível para participar do conclave de 2013 por ter mais de 80 anos. Em um artigo para a BBC antes daquele conclave, Murphy O'Connor registrou suas experiências no conclave que elegeu Bento XVI, lembrando quando as portas do conclave se fecharam: "Um de nós sairá com uma batina branca". O cardeal também mencionou que ele pessoalmente tinha três nomes em mente para si mesmo no caso improvável de ser eleito papa, escolhendo Adriano, Gregório ou Bento.
Em 28 de outubro de 2006, Murphy-O'Connor celebrou 50 anos de ordenação com uma Missa do Jubileu na Catedral de Westminster.

### Aposentadoria
Pouco antes de atingir a idade de aposentadoria compulsória de 75 anos, Murphy-O'Connor apresentou sua renúncia como Arcebispo de Westminster ao Papa Bento XVI, que pediu que Murphy-O'Connor permanecesse em seu cargo "até que ele escolha o contrário". Em 3 de abril de 2009, Bento XVI nomeou Vincent Nichols como substituto de Murphy-O'Connor. Todos os antecessores de Murphy O'Connor morreram no cargo, então ele foi o primeiro Arcebispo Emérito de Westminster. Ele viveu o resto de sua vida em semi-aposentadoria na Duke's Avenue, Chiswick, Londres.
Em 30 de outubro de 2009, o Papa Bento XVI nomeou Murphy-O'Connor membro da Congregação para os Bispos, cargo que ocupou até seu 80º aniversário. Era incomum receber tal nomeação após a aposentadoria.
Em junho de 2010, após o Relatório Ryan e o Relatório Murphy sobre os abusos cometidos pela Igreja Católica na Irlanda, Murphy-O'Connor foi nomeado, juntamente com outros, para supervisionar a visitação apostólica de certas dioceses e seminários. Murphy-O'Connor foi nomeado visitante da arquidiocese de Armagh e de suas sufragâneas.
 

Murphy-O'Connor, em um discurso proferido em 17 de maio de 2012 na Catedral Anglicana de Leicester, disse: "Em nome da tolerância, parece-me que a tolerância está sendo abolida". Ele considerou:
Nosso perigo na Grã-Bretanha hoje é que a chamada razão ocidental alega que só ela reconheceu o que é certo e, portanto, reivindica uma totalidade que é inimiga da liberdade...
Ninguém é obrigado a ser cristão. Mas ninguém deve ser obrigado a viver de acordo com a nova religião secular como se ela fosse a única definitiva e obrigatória para toda a humanidade...

A propaganda do secularismo e dos seus sumos sacerdotes quer que acreditemos que a religião é perigosa para a nossa saúde. Convém-lhes não se opor à sua visão de um admirável mundo novo, o mundo que consideram ser, de alguma forma, governado apenas por pessoas como eles.
Murphy-O'Connor faleceu de câncer em 1º de setembro de 2017, após uma longa internação hospitalar.

## Controvérsias

### Escândalo de abuso
Murphy-O'Connor viu-se sujeito ao escrutínio público em relação a um padre de sua diocese quando era Bispo de Arundel e Brighton. Durante esse período, foi-lhe trazido à atenção que um padre, Michael Hill, era um abusador sexual de crianças. Em 2000, quando Murphy O'Connor se tornou Arcebispo de Westminster, o caso tornou-se conhecido do público em geral.
Em vez de denunciar Hill à polícia, Murphy-O'Connor permitiu que o crime fosse encoberto e transferiu Hill para a capela do Aeroporto de Gatwick, onde o Cardeal acreditava que não seria capaz de molestar crianças. Em 1997, Hill foi condenado como molestador de crianças e preso por agredir sexualmente nove crianças. Após três anos na prisão, Hill recebeu mais cinco anos por agredir três outros meninos.

### Resposta a Summorum Pontificum
Em julho de 2007, Murphy-O'Connor acolheu com satisfação o relaxamento das restrições do Papa Bento XVI ao uso do Missal Romano de 1962. Ele disse:
Acolho com satisfação o apelo do Santo Padre à unidade na Igreja e, especialmente, em relação àqueles que são muito apegados à celebração da Missa segundo o Missal de 1962. Estamos confiantes de que as disposições já tomadas em toda a Inglaterra e no País de Gales, ao abrigo do indulto concedido em 1971, contribuem significativamente para o cumprimento dos requisitos das novas normas.
Quando emitiu uma carta que implementa as regras do papa para o clero de sua diocese em novembro, ele foi criticado em alguns lugares por exigir que os padres da paróquia pedissem permissão antes que a Missa pudesse ser celebrada naquela forma tradicional.

### Prevenção à AIDS
Em 3 de dezembro de 2006, Cardeal Murphy-O'Connor emitiu uma resposta a uma declaração feita pelo primeiro-ministro Tony Blair no Dia Mundial da AIDS (1 de dezembro de 2006), em que Blair disse: "O perigo é que, se tivermos uma espécie de proibição geral da hierarquia religiosa dizendo que é errado fazer isso, então você desencoraja as pessoas de fazê-lo em circunstâncias em que elas precisam proteger suas vidas". Em resposta a isso, Murphy-O'Connor disse:
Acho que o que eu gostaria de dizer ao primeiro-ministro é que seria muito melhor se ele usasse esse dinheiro para fornecer mais medicamentos antirretrovirais – medicamentos – para os milhões de crianças e mulheres afetadas. Falo com bispos na África e eles me dizem que suas dioceses estão inundadas de preservativos, e eu perguntei: "Bem, isso teve impacto?". Eles responderam: "Bem, é triste dizer que significou mais promiscuidade e mais AIDS".

### Estatuto dos imigrantes
Em 7 de maio de 2007, Murphy-O'Connor dirigiu-se a uma multidão de estrangeiros indocumentados em Trafalgar Square em apoio à campanha Strangers into Citizens, que defende um caminho para a cidadania para os trabalhadores indocumentados. Anteriormente, ele havia encomendado grandes pesquisas sobre os desafios pastorais dos migrantes presentes nas suas paróquias, que receberam ampla cobertura da imprensa quando publicado como The Ground of Justice.

### Adoção por casais do mesmo sexo
No início de 2007, Murphy-O'Connor enviou uma carta a Tony Blair opondo-se à regulamentação pendente que estendia aos casais do mesmo sexo o direito de adotar nas mesmas condições que os casais de sexos diferentes. Ele afirmou que a lei forçaria as pessoas a "agir contra os ensinamentos da Igreja e suas próprias consciências" em relação às agências de adoção católicas e solicitou uma isenção da lei. Ele continuou:
Acreditamos que seria uma discriminação irracional, desnecessária e injusta contra os católicos se o governo insistisse que, se desejassem continuar a trabalhar com as autoridades locais, as agências católicas de adopção devem agir contra os ensinamentos da Igreja e as suas próprias consciências, sendo obrigadas por lei a fornecer tal serviço.

### Planejamento familiar
Murphy-O'Connor denunciou a contracepção e o aborto diversas vezes. Em fevereiro de 2008, ele ordenou que a diretoria do Hospital St. John and St. Elizabeth, um hospital católico parcialmente financiado pelo NHS, renunciasse porque sua clínica geral prescreveu a pílula do dia seguinte e emitiu encaminhamentos para aborto.

Em fevereiro de 2013, Murphy-O'Connor afirmou que, embora um afastamento radical dos ensinamentos anteriores fosse improvável, seria "sensato" concentrar-se "no que é bom e verdadeiro" sobre o casamento e a vida familiar. Ele disse:
Acredito que todo Papa enfrentará o que precisa ser enfrentado e, em relação à contracepção, acho que o Papa não dirá que a Igreja esteve errada o tempo todo. Ele dirá que há maneiras... Acredito que o Papa, como todos os outros Papas, particularmente o Papa Bento XVI, compreenderá que o ensinamento fundamental sobre sexualidade se concentra no casamento, na vida familiar. Acho que a Igreja seria sábia se, de fato, se concentrasse nisso em seus ensinamentos, em vez de dizer "condenamos isto, condenamos aquilo ou aquilo outro". Não – concentre-se no que é bom e no que é verdadeiro.

### Embryo Bill
Em março de 2008, Murphy-O'Connor juntou-se ao Cardeal Keith O'Brien da Escócia na oposição ao projeto de lei sobre embriologia proposto pelo governo. O governo havia instruído seus parlamentares a votarem a favor do projeto, o que irritou alguns parlamentares católicos. Murphy-O'Connor disse: "Certamente, há alguns aspectos deste projeto de lei sobre os quais acredito que deveria haver uma votação livre , porque os católicos e outros desejarão votar de acordo com sua consciência". O governo cedeu à pressão e prometeu permitir que os parlamentares votassem livremente.

### Ateísmo
Em 2008, Murphy-O'Connor exortou os cristãos a tratarem os ateus e os agnósticos com profunda estima, "porque o Deus oculto está ativo nas suas vidas, bem como nas vidas daqueles que creem". No entanto, em 2009, falando após a instalação do Arcebispo Vincent Nichols, ele disse que a falta de fé é "o maior dos males".

### Guerra do Iraque
Murphy-O'Connor se opôs à Guerra do Iraque.

## Condecorações
- - Ordem Soberana e Militar de Malta
- Casa de Bourbon-Duas Sicílias: Prior da Delegação Britânica e Irlandesa da Sagrada Ordem Militar Constantiniana de São Jorge[37]
- Casa de Bourbon-Duas Sicílias: Cavaleiro da Grã-Cruz da Real Ordem de Francisco I[37]